# Corupția în Ciad
Corupția în Ciad este caracterizată de nepotism și favoritism. Ciad a primit un scor de 20 în Indicele de percepție a corupției din 2023 al Transparency International, pe o scară de la 0 („foarte corupt”) la 100 („necorupt”). În funcție de scor, Ciadul s-a clasat pe locul 162 din cele 180 de țări din Index, unde țara clasată pe primul loc este percepută ca având cel mai onest sector public. Pentru comparație cu scorurile la nivel mondial, cel mai bun scor a fost 90 (locul 1), scorul mediu a fost 43, iar cel mai slab scor a fost 11 (locul 180). Pentru comparație cu scorurile regionale, scorul mediu în rândul țărilor din Africa Subsahariană a fost 33. Cel mai mare scor din Africa Subsahariană a fost 71, iar cel mai mic scor a fost 11.

## Istoria corupției în Ciad

### În timpul guvernării lui Tombalbaye
François Tombalbaye a fost primul președinte al Ciadului. Regimul său a fost descris ca fiind marcat de autoritarism, corupție extremă și favoritism. Corupția sub formă de abuz în colectarea impozitelor a fost una dintre principalele cauze ale revoltei de la Mubi, o serie de revolte care au declanșat războiul civil din Ciad.

### În timpul erei Déby
Idriss Déby, președinte din 1990 până la moartea sa în 2021, a fost acuzat de favoritism și tribalism. Liderii opoziției ciadiene și Human Rights Watch l-au acuzat pe Déby de fraudă electorală în mai multe alegeri, în care el și partidul său au câștigat detașat. În 2005, Ciad a fost clasată drept cea mai coruptă țară din lume (la egalitate cu Bangladesh).

## Corupția în instituțiile guvernamentale

### În sistemul judiciar
Conform Raportului privind Drepturile Omului al Departamentului de Stat al SUA, sistemul judiciar din Ciad este puternic influențat de guvern, ceea ce face ca funcționarii guvernamentali să se bucure de impunitate. Judecătorii care încearcă să susțină independența judiciară se confruntă cu hărțuirea și, în unele cazuri, cu demiterea. Oamenii de afaceri au raportat că au plătit adesea mită pentru a influența deciziile judiciare. Civilii obișnuiți au puțină încredere în sistemul judiciar din țara lor și încearcă să-l evite.

### În forțele de securitate
Conform Raportului privind Drepturile Omului al Departamentului de Stat al SUA, corupția este prezentă în mare măsură atât în armata, cât și în poliția din Ciad. Forțele de securitate sunt adesea implicate în acte de corupție mică, violență și extorcare, care de obicei rămân nepedepsite. Au fost raportate mai multe cazuri în care poliția judiciară nu a pus în aplicare ordinele judecătorești împotriva personalului militar și a membrilor propriului grup etnic. Există, de asemenea, rapoarte privind polițiști care comit infracțiuni stradale și arestează ilegal persoane, de obicei turiști străini.
În 2013, s-a desfășurat o campanie anticorupție în cadrul forțelor de poliție. Ancheta a scos la iveală practici ilegale de promovare și recrutare, lipsa unei formări adecvate, favoritismul și alte activități corupte. Doi miniștri au fost demiși în urma represiunii.

### În serviciile publice
Corupția în serviciile publice din Ciad este caracterizată prin nepotism și mită. Mita este frecventă în serviciile publice din cauza salariilor mici ale funcționarilor publici. Lucrările publice efectuate de guvern au fost criticate de organizațiile internaționale pentru lipsa de transparență și nivelurile ridicate de corupție.

### În sectorul petrolului
Ciadul a devenit producător de petrol în 2003. Pentru a evita blestemul resurselor și corupția, au fost elaborate planuri sponsorizate de Banca Mondială. Acest plan a asigurat transparența plăților, precum și faptul că 80% din banii proveniți din exporturile de petrol vor fi cheltuiți în cinci sectoare prioritare de dezvoltare, cele mai importante dintre acestea fiind: educația și asistența medicală. Cu toate acestea, banii au început să fie deturnați către armată chiar înainte de izbucnirea războiului civil. În 2006, când războiul civil a escaladat, Ciadul a abandonat planurile economice anterioare sponsorizate de Banca Mondială și a adăugat „securitatea națională” ca sector prioritar de dezvoltare. Banii proveniți din acest sector au fost utilizați pentru îmbunătățirea armatei. În timpul războiului civil, peste 600 de milioane de dolari au fost folosite pentru a cumpăra avioane de luptă, elicoptere de atac și transportoare blindate de trupe. În 2005, o anchetă a scos la iveală risipe de bani, cum ar fi computere și imprimante cumpărate la prețuri supraevaluate și diverse proiecte de construcții plătite, dar care nu au fost niciodată finalizate. Potrivit Inițiativei pentru Transparență în Industriile Extractive, lipsa de transparență a proiectelor de infrastructură finanțate din banii proveniți din sectorul petrolier și faptul că nu există un sistem de evidență care să monitorizeze fluxul de bani din sectorul petrolier reprezintă un risc semnificativ de corupție.

## Eforturile anticorupție
Ciadul are un minister pentru combaterea corupției, denumit Ministerul Moralității și Bunei Guvernări. În 2009, ministerul a elaborat un plan strategic de combatere a corupției, în același an fiind deschisă o anchetă împotriva a 10 oficiali guvernamentali, inclusiv primarul de atunci al orașului N’Djamena și mai mulți miniștri. Acuzațiile împotriva acestora au fost retrase în 2010 din cauza lipsei de probe.
În 2012, guvernul Ciadian a lansat Operațiunea Cobra, care a avut ca scop creșterea transparenței și demiterea funcționarilor corupți. Aceasta a dus la demiterea a 400 de funcționari și, potrivit Ministerului Moralității și Bunei Guvernări, la recuperarea a 25 de miliarde XAF (aproximativ 38 de milioane EUR).
Bertelsmann Transformation Index și Departamentul de Stat al SUA au descris eforturile anticorupție ale guvernului ca fiind motivate politic și utilizate ca o modalitate de a elimina opoziția politică.

### Proteste
Începând din 2014, în N'Djamena au avut loc proteste împotriva corupției și autoritarismului președintelui Déby. Începând din 2020, protestele nu au avut niciun succes.

## Notă explicativă
1. ↑  Angola, Benin, Botswana, Burkina Faso, Burundi, Cameroon, Cape Verde, Central African Republic, Chad, Comoros, Democratic Republic of the Congo, Djibouti, Equatorial Guinea, Eritrea, Ethiopia, Gabon, Gambia, Ghana, Guinea, Guinea-Bissau, Kenya, Lesotho, Republic of the Congo, Swaziland, Liberia, Madagascar, Malawi, Mali, Mauritania, Namibia, Niger, Nigeria, Rwanda, Sao Tome and Principe, Senegal, Seychelles, Sierra Leone, Somalia, South Sudan, Sudan, Tanzania, Togo, Uganda, Zambia, and Zimbabwe.